# Campionat d'Europa de velocitat per equips masculí
|  | Aquest article és sobre la competició masculina. Per a la competició femenina, vegeu Campionat d'Europa de velocitat per equips femení |

El Campionat d'Europa de velocitat per equips masculins és el campionat d'Europa de Velocitat per equips organitzat anualment per la UEC. Es porten disputant des del 2010 dins els Campionats d'Europa de ciclisme en pista.

## Pòdiums dels Guanyadors
| Proves | Or                                                                             | Plata                                                           | Bronze |
| 2010   | Alemanya · Maximilian Levy · Robert Förstemann · Stefan Nimke                  | França · François Pervis · Kévin Sireau · Michaël D'Almeida     | Regne Unit · Chris Hoy · Jason Kenny · Matthew Crampton                                                   |
| 2011   | Alemanya · René Enders · Robert Förstemann · Stefan Nimke                      | França · François Pervis · Kévin Sireau · Mickaël Bourgain      | Polònia · Maciej Bielecki · Kamil Kuczynski · Damian Zieliński                                            |
| 2012   | Alemanya · Joachim Eilers · Tobias Wächter · Max Niederlag                     | Polònia · Maciej Bielecki · Kamil Kuczynski · Damian Zieliński  | Regne Unit · Matthew Crampton · Lewis Oliva · Callum Skinner                                              |
| 2013   | Alemanya · René Enders · Robert Förstemann · Maximilian Levy                   | França · François Pervis · Michaël D'Almeida · Grégory Baugé    | Rússia · Denís Dmítriev · Andrey Kubeev · Pavel Yakushevskiy                                              |
| 2014   | Alemanya · Tobias Wächter · Robert Förstemann · Joachim Eilers                 | França · Kévin Sireau · Michaël D'Almeida · Grégory Baugé       | Rússia · Denís Dmítriev · Nikita Shurshin · Pavel Yakushevskiy                                            |
| 2015   | Països Baixos · Nils van 't Hoenderdaal · Jeffrey Hoogland · Hugo Haak         | Polònia · Grzegorz Drejgier · Rafał Sarnecki · Krzysztof Maksel | Alemanya · Max Niederlag · Robert Förstemann · Joachim Eilers · Maximilian Levy (q)                       |
| 2016   | Polònia · Maciej Bielecki · Kamil Kuczynski · Mateusz Rudyk · Mateusz Lipa (q) | Regne Unit · Jack Carlin · Ryan Owens · Joseph Truman           | Alemanya · Eric Engler · Robert Forstemann · Jan May                                                      |
| 2017   | França · Benjamin Edelin · Sébastien Vigier · Quentin Lafargue                 | Alemanya · Robert Förstemann · Maximilian Levy · Joachim Eilers | Països Baixos · Jeffrey Hoogland · Harrie Lavreysen · Matthijs Büchli · Roy Eefting (q) · Sam Ligtlee (q) |